# Parâmio
Parâmio est une freguesia portugaise du concelho de Bragance, avec une superficie de 22,57 km2 pour une population de 214 habitants (2011). Densité: 9,5 hab/km2.
Les villages de Maçãs, Fontes Transbaceiro et de Zeive appartiennent à cette freguesia